# Athripsodes caricaria
Athripsodes caricaria är en nattsländeart som först beskrevs av Barnard 1934.  Athripsodes caricaria ingår i släktet Athripsodes och familjen långhornssländor. Inga underarter finns listade i Catalogue of Life.